# Jakub Szumert
Jakub Szumert (ur. 4 grudnia 2005) – polski koszykarz, występujący na pozycjach niskiego lub  silnego skrzydłowego, od 2023 zawodnik Krajowej Grupy Spożywczej Arki Gdynia.
9 sierpnia 2023 dołączył do Suzuki Arki Gdynia.

## Osiągnięcia
Stan na 2 maja 2024, na podstawie, o ile nie zaznaczono inaczej.

### Indywidualne
- Członek drużyny gwiazd U18 Next Generation Select Team podczas turnieju Adidas Next Generation Tournament (2023)

### Reprezentacja
- Uczestnik mistrzostw:
  - U–17 (2022 – 8. miejsce)
  - U–18 (2023 – 14. miejsce)